# Ilhas do Mar de Coral
As Ilhas do Mar de Coral (em inglês:  Coral Sea Islands, pronunciado: [ˈkɒɹəl siː ˈaɪləndz]), oficialmente Território das Ilhas do Mar de Coral (em inglês: Coral Sea Islands Territory), são um grupo de ilhas e atóis coralinos no Mar de Coral, ao largo da Grande Barreira de Coral, na costa nordeste da Austrália, e cobre uma área de 780 000 km². As mais importantes são Cato e Chilcott, no grupo Coringa, e o arquipélago Willis. As ilhas estão desabitadas, exceto por uma estação meteorológica na Ilha Willis.
Este arquipélago tem, desde 1969, o estatuto de território controlado diretamente pelo Departamento do Ambiente da Austrália, a partir de Canberra.
A Ata de Constituição do Território não estabelece administração sobre as ilhas por parte da Austrália, mas o controle sobre as atividades de quem visita a área. No entanto, essa situação pode mudar se for dado início à exploração de jazidas de hidrocarbonetos e ao desenvolvimento da promissora indústria da pesca.